# هجوم حاجز عين عريك
وقعت عملية عين عريك بتاريخ 19 فبراير 2002 ، قُتل فيها ضابط إسرائيلي و5 جنود في هجوم على نقطة تفتيش تابعة للجيش الإسرائيلي بالقرب من قرية عين عريك غربي رام الله في الضفة الغربية. أعلنت كتائب شهداء الأقصى مسؤوليتها عن هجوم عين عريك.

## العملية
توجه ثلاثة من مجاهدي القسام إلى موقع حاجز عين عريك، مزودين بقطعتي سلاح من نوع M16 وثالثة من نوع كلاشنكوف. وفور وصولهم إلى الهدف انقض القسامي الأول على الجنود المتواجدين على الحاجز في حين تقدم الثاني باتجاه الكبينة (المقصورة) التي يتواجد بها باقي الجنود فوجدهم مستلقين، فأفرغ رصاصه بهم ولم يستطع أحد منهم الحراك أو إبداء أي رد. بينما كان القسامي الثالث يقوم بالتغطية.
وكان المسلحان من رجال الشرطة في السلطة الوطنية الفلسطينية وأفيد أنهما من أعضاء حركة فتح، وأعلنت كتائب شهداء الأقصى مسؤوليتها عن هجوم عين عريك. أحد المشاركين في الهجوم، اسمه "سليمان صيدا"، أو "شادى السعايدة،  (مصادر فلسطينية عرفته بأنه شادي سعيد السعايدة)، تم إلقاء القبض عليه في وقت لاحق وحكم عليه بالسجن لمدة 7 سنوات. بعد فترة وجيزة من محاكمته أصبح مريضًا وتوفي في مستشفى سوروكا، صرح قائد كتائب الأقصى، كامل غنام أن السعايدة "كان في صحة ممتازة عندما ألقي القبض عليه، نحن على يقين من أن إسرائيل قتلته كانتقام لهجوم 2002". تم التعرف على المسلح الثاني على أنه داود الحاج.

### الرواية الإسرائيلية
كان يحرس نقطة التفتيش ثمانية جنود، خمسة منهم كانوا في الخدمة بينما كان ثلاثة يستريحون في مقطورة قريبة. انطلق المسلحان من رام الله، واقتربوا من نقطة التفتيش الساعة 9 مساء، بعد وقت قصير من تغيير الحراس، فتحوا النار على الجنود، مما أسفر عن مقتل ثلاثة منهم وإصابة رابع بجروح متوسطة، وفر جندي خامس، وكان بمثابة مراقب من مكان الحادث دون أن يصاب بأذى ونبه السلطات العسكرية. ثم انتقل المسلحون إلى مقطورة قريبة حيث كان الجنود الباقون مختبئين. قُتل الضابط قائد الفريق موشيه عيني وجنديان آخران. من غير المؤكد ما إذا كان الجنود الإسرائيليون قد ردوا بإطلاق النار، لكن لم يصب أي من المسلحين الفلسطينيين في الاشتباك وعاد الاثنان إلى رام الله.
وقالت مصادر الشاباك انه تبين من التحقيق مع سعايدة ان قائده في الأمن الوطني كامل جرجاوي علم بالعملية التي نفذها الاثنان من سعايدة بعد تنفيذها «لكن جرجاوي لم يفعل شيئا». واضافت المصادر ذاتها ان سعايدة لجأ إلى المقاطعة واختبأ فيها وقتا طويلا لكنه واصل نشاطه وخطط ونفذ عدة عمليات اطلاق نار ضد قوات الجيش الإسرائيلي في الضفة.

#### بعد الحدث
صدرت أوامر للمظليين الإسرائيليين بالانتقام لمقتل الجنود الستة بمهاجمة مواقع الشرطة الفلسطينية. ووصف جندي إسرائيلي المشاركة في الحادث بأنها «العين بالعين». لم تكن هوية المهاجمين معروفة بعد ذلك ولكن إسرائيل حملت الشرطة الفلسطينية مسؤولية السماح لهم بالمرور عبر نقاط التفتيش، وأثناء ذلك قٌتل 15 شرطياً فلسطينياً في العملية الانتقامية ليلًا، بعضهم غير مسلح.

## قتلى العملية
- الملازم موشيه عيني، 21 عامًا، من بتاح تكفا.[8]
- الرقيب، بيني كيكيس، 20، من كرميئيل.[8]
- الرقيب، مارك بودولسكي، 20 سنة، من تل أبيب.[8]
- الرقيب، ايرز ترجمان، 20 سنة، من القدس.[8]
- الرقيب، تامير أتسمي، 21 عامًا، من كريات أونو.[8]
- الرقيب، مايكل أوكسسمان، 21 عامًا، من حيفا.[8]